# Квалификације за Свјетско првенство у фудбалу 2022 — КАФ
Квалификације за Свјетско првенство у фудбалу 2022 — КАФ, биле су квалификације за Свјетско првенство 2022. у конфедерацији КАФ. Учествовале су 54 државе, а квалификације су биле подијељене у три круга. Почеле су 4. септембра 2019. а завршене су 29. марта 2022. На првенство се пласирало пет репрезентација.
У првом кругу учествовало је 28 репрезентација, које су на листи биле пласиране од 27 до 54 мјеста и које су играле по једну утакмицу кући и у гостима, а 14 побједника је прошло даље. У другом кругу, учествовало је 40 репрезентација, које су биле подијељене у десет група са по четири тима, а само побједници група су се пласирали даље. У трећем кругу, учествовало је десет репрезентација, које су играле међусобно по једну утакмицу кући и у гостима, а пет побједника се пласирало на Свјетско првенство.

## Формат
Претходни приједлог за спајање квалификационе рунде за Афрички куп нација 2021. са онима за Свјетско првенство, одбијен је на састанку КАФ 11. јуна 2018.
Одлучено је да се врати формат који је коришћен у квалификацијама за Свјетско првенство 2014. године, према којем се у другом кругу играла групна фаза, а у трећем су десет побједника играли међусобно, док је у квалификацијама за првенство 2018. године, у трећој рунди играна групна фаза и побједници група су се пласирали на првенство.
- Први круг: 28 репрезентација (рангираних од 27 до 54 мјеста) играле су по једну утакмицу кући и у гостима, а 14 побједника се пласирало у други круг.
- Други круг: 40 репрезентација (рангираних од 1 до 26 мјеста и 14 побједника у првом кругу) биле су подијељене у десет група са по четири тима и играли су по систему разигравања, гдје је свако са сваким унутар групе играо по једну утакмицу кући и у гостима. Побједници свих десет група пласирале су се у трећи круг.
- Трећи круг: 10 репрезентација побједника група из другог круга играле су по једну утакмицу кући и у гостима. Пет побједника пласирало се на Свјетско првенство.

## Учесници
Свих 54 држава чланица конфедерације КАФ учествовале су у квалификацијама. За одлучивање које репрезентације ће учествовати у првом кругу, коришћен је пласман на ФИФА ранг листи од јула 2019. године. За одређивање шешира за групну фазу у другом кругу, коришћен је пласман репрезентација на ранг листи од децембра 2019. године, док је за трећи круг коришћен пласман на ранг листи од новембра 2021.
Либији је било запријећено да ће бити избачена из квалификација уколико не исплати дуговања према бившем тренеру Хавијеру Клементеу. Након што им је ФИФА дала рок, Либија је исплатила дуговања. ФИФА је у октобру 2018. суспендовала Фудбалски савез Сијера Леонеа због уплитања Владе и отпуштања предсједника и генералног секретара савеза, што је значило да репрезентацији Сијера Леонеа неће учествовати у квалификацијама. На састанку Савјета ФИФА 3. јуна 2019. године, донесена је одлука да се укине суспензија, након што је Врховни суд Сијера Леонеа ослободио оптужби предсједника и генералног секретара Фудбалског савеза и омогућио им да се врате на позиције.
| Директан пласман у други круг (од 1 до 26 мјеста) | Учествују у првој рунди (од 27 до 54 мјеста) |
| --- | --- |
| 1. Сенегал (20) 2. Тунис (29) 3. Нигерија (33) 4. Алжир (40) 5. Мароко (41) 6. Египат (46) 7. Гана (50) 8. Камерун (53) 9. ДР Конго (56) 10. Обала Слоноваче (57) 11. Мали (59) 12. Буркина Фасо (61) 13. Јужна Африка (70) 14. Гвинеја (75) 15. Зеленортска Острва (76) 16. Уганда (80) 17. Замбија (81) 18. Бенин (82) 19. Габон (90) 20. Конго (91) 21. Мадагаскар (96) 22. Нигер (104) 23. Либија (105) 24. Мауританија (106) 25. Кенија (107) 26. Централноафричка Република (111) | 1. Зимбабве (112) 2. Сијера Леоне (114) 3. Мозамбик (116) 4. Намибија (121) 5. Ангола (122) 6. Гвинеја Бисао (123) 7. Малави (126) 8. Того (128) 9. Судан (129) 10. Руанда (133) 11. Танзанија (137) 12. Екваторијална Гвинеја (139) 13. Есватини (139) 14. Лесото (144) 15. Комори (146) 16. Боцвана (147) 17. Бурунди (148) 18. Етиопија (150) 19. Либерија (152) 20. Маурицијус (157) 21. Гамбија (161) 22. Јужни Судан (169) 23. Чад (175) 24. Сао Томе и Принсипе (185) 25. Сејшели (192) 26. Џибути (195) 27. Сомалија (202) 28. Еритреја (202) |

## Распоред
Први круг је почео 4. септембра 2019. године, док је трећи круг почео 24. марта 2022. године, а завршен је 29. марта. Након што је Афричко куп нација, који је требало да се игра у јуну и јулу 2021. помјерен за јануар и фебруар 2021. године, такође су помјерене утакмице првог и другог кола групне фазе у оквиру другог круга квалификација, које су требале да се играју тада. Након избијања пандемије ковида 19, квалификације су биле прекинуте, а КАФ је нове датуме за остале утакмице групне фазе у оквиру другог круга и за трећи круг, одредио на састанку 19. августа 2020.
| Фаза       | Утакмице       | Датуми                |
| ---------- | -------------- | --------------------- |
| Први круг  | прве утакмице  | 4–7. септембар 2019.  |
| Први круг  | друге утакмице | 8–10. септембар 2019. |
| Други круг | 1. коло        | 1–3. септембар 2021.  |
| Други круг | 2. коло        | 5–7. септембар 2021.  |
| Други круг | 3. коло        | 6–9. октобар 2021.    |
| Други круг | 4. коло        | 10–12. октобар 2021.  |
| Други круг | 5. коло        | 11–13. новембар 2021. |
| Други круг | 6. коло        | 14–16. новембар 2021. |
| Трећи круг | прве утакмице  | 24–26. март 2022.     |
| Трећи круг | друге утакмице | 27–29. март 2022      |

1. ↑  Утакмице првог кола првобитно су требале да се играју од 23. до 31. марта 2020. године, а затим су биле одложене за период од 5. до 13. октобра 2020.
2. ↑  Утакмице другог кола првобитно су требале да се играју од 1. до 9. јуна 2020. године, а затим су одложене за период од 9. до 17. новембра 2020.
3. 1 2  Утакмице трећег и четвртог кола првобитно су требале да се играју 22. и 30. марта 2021.
4. ↑  Утакмице петог кола првобитно су требале да се играју од 30. августа до 7. септембра 2021.
5. ↑  Утакмице шестог кола првобитно су требале да се играју од 4. до 12. октобра 2021.

## Први круг
Жријеб за први круг одржан је 29. јула 2019. године, у 12.00 часова по централноафричком времену (UTC+2), у сједишту конфедерације у Каиру. Тимови из другог шешира били су домаћини у првим утакмицама, док су тимови из првог шешира били домаћини у реванш утакмицама.
| Тим #1              | рез.         | Тим #2                | прва утакмица | друга утакмица |
| ------------------- | ------------ | --------------------- | ------------- | -------------- |
| Етиопија            | 1:1 (г.)     | Лесото                | 0:0           | 1:1            |
| Сомалија            | 2:3          | Зимбабве              | 1:0           | 1:3            |
| Еритреја            | 1:4          | Намибија              | 1:2           | 0:2            |
| Бурунди             | 2:2 (0:3 п.) | Танзанија             | 1:1           | 1:1 (пр.)      |
| Џибути              | 2:1          | Есватини              | 2:1           | 0:0            |
| Боцвана             | 0:1          | Малави                | 0:0           | 0:1            |
| Гамбија             | 1:3          | Ангола                | 0:1           | 1:2            |
| Либерија            | 3:2          | Сијера Леоне          | 3:1           | 0:1            |
| Маурицијус          | 0:3          | Мозамбик              | 0:1           | 0:2            |
| Сао Томе и Принсипе | 1:3          | Гвинеја Бисао         | 0:1           | 1:2            |
| Јужни Судан         | 1:2          | Екваторијална Гвинеја | 1:1           | 0:1            |
| Комори              | 1:3          | Того                  | 1:1           | 0:2            |
| Чад                 | 1:3          | Судан                 | 1:3           | 0:0            |
| Сејшели             | 0:10         | Руанда                | 0:3           | 0:7            |

## Други круг
Жријеб за други круг одржан је 21. јануара 2020. у 19.00 часова по централноафричком времену (UTC+2), у хотелу компаније Ritz-Carlton у Каиру.

### Група А
| Мјесто | Екипа        | Играно | Побједа | Неријешено | Пораза | Дао гол. | При. гол. | Гол-разлика | Бодови |
| ------ | ------------ | ------ | ------- | ---------- | ------ | -------- | --------- | ----------- | ------ |
| 1.     | Алжир        | 6      | 4       | 2          | 0      | 25       | 4         | +21         | 14     |
| 2.     | Буркина Фасо | 6      | 3       | 3          | 0      | 12       | 4         | +8          | 12     |
| 3.     | Нигер        | 6      | 2       | 1          | 3      | 13       | 17        | -4          | 7      |
| 4.     | Џибути       | 6      | 0       | 0          | 6      | 4        | 29        | -25         | 0      |

### Група Б
| Мјесто | Екипа                 | Играно | Побједа | Неријешено | Пораза | Дао гол. | При. гол. | Гол-разлика | Бодови |
| ------ | --------------------- | ------ | ------- | ---------- | ------ | -------- | --------- | ----------- | ------ |
| 1.     | Тунис                 | 6      | 4       | 1          | 1      | 11       | 2         | +9          | 13     |
| 2.     | Екваторијална Гвинеја | 6      | 3       | 2          | 1      | 6        | 5         | +1          | 11     |
| 3.     | Замбија               | 6      | 2       | 1          | 3      | 8        | 9         | -1          | 7      |
| 4.     | Мауританија           | 6      | 0       | 2          | 4      | 2        | 11        | -9          | 2      |

### Група Ц
| Мјесто | Екипа                      | Играно | Побједа | Неријешено | Пораза | Дао гол. | При. гол. | Гол-разлика | Бодови |
| ------ | -------------------------- | ------ | ------- | ---------- | ------ | -------- | --------- | ----------- | ------ |
| 1.     | Нигерија                   | 6      | 4       | 1          | 1      | 9        | 3         | +6          | 13     |
| 2.     | Зеленортска Острва         | 6      | 3       | 2          | 1      | 8        | 6         | +2          | 11     |
| 3.     | Либерија                   | 6      | 2       | 0          | 4      | 5        | 8         | -3          | 6      |
| 4.     | Централноафричка Република | 6      | 1       | 1          | 4      | 4        | 9         | -5          | 4      |

### Група Д
| Мјесто | Екипа           | Играно | Побједа | Неријешено | Пораза | Дао гол. | При. гол. | Гол-разлика | Бодови |
| ------ | --------------- | ------ | ------- | ---------- | ------ | -------- | --------- | ----------- | ------ |
| 1.     | Камерун         | 6      | 5       | 0          | 1      | 12       | 3         | +9          | 15     |
| 2.     | Обала Слоноваче | 6      | 4       | 1          | 1      | 10       | 3         | +7          | 13     |
| 3.     | Мозамбик        | 6      | 1       | 1          | 4      | 2        | 8         | -6          | 4      |
| 4.     | Малави          | 6      | 1       | 0          | 5      | 2        | 12        | -10         | 3      |

### Група Е
| Мјесто | Екипа  | Играно | Побједа | Неријешено | Пораза | Дао гол. | При. гол. | Гол-разлика | Бодови |
| ------ | ------ | ------ | ------- | ---------- | ------ | -------- | --------- | ----------- | ------ |
| 1.     | Мали   | 6      | 5       | 1          | 0      | 11       | 0         | 11          | 16     |
| 2.     | Уганда | 6      | 2       | 3          | 1      | 3        | 2         | +1          | 9      |
| 3.     | Кенија | 6      | 1       | 3          | 2      | 4        | 9         | -5          | 6      |
| 4.     | Руанда | 6      | 0       | 1          | 5      | 2        | 9         | -7          | 1      |

### Група Ф
| Мјесто | Екипа  | Играно | Побједа | Неријешено | Пораза | Дао гол. | При. гол. | Гол-разлика | Бодови |
| ------ | ------ | ------ | ------- | ---------- | ------ | -------- | --------- | ----------- | ------ |
| 1.     | Египат | 6      | 4       | 2          | 0      | 10       | 4         | +4          | 14     |
| 2.     | Габон  | 6      | 2       | 1          | 3      | 7        | 8         | -1          | 7      |
| 3.     | Либија | 6      | 2       | 1          | 3      | 4        | 7         | -3          | 7      |
| 4.     | Ангола | 6      | 1       | 2          | 3      | 6        | 8         | -2          | 5      |

### Група Г
| Мјесто | Екипа        | Играно | Побједа | Неријешено | Пораза | Дао гол. | При. гол. | Гол-разлика | Бодови |
| ------ | ------------ | ------ | ------- | ---------- | ------ | -------- | --------- | ----------- | ------ |
| 1.     | Гана         | 6      | 4       | 1          | 1      | 7        | 3         | +4          | 13     |
| 2.     | Јужна Африка | 6      | 4       | 1          | 1      | 6        | 2         | +4          | 13     |
| 3.     | Етиопија     | 6      | 1       | 2          | 3      | 4        | 7         | -3          | 5      |
| 4.     | Зимбабве     | 6      | 0       | 2          | 4      | 2        | 7         | -5          | 2      |

### Група Х
| Мјесто | Екипа    | Играно | Побједа | Неријешено | Пораза | Дао гол. | При. гол. | Гол-разлика | Бодови |
| ------ | -------- | ------ | ------- | ---------- | ------ | -------- | --------- | ----------- | ------ |
| 1.     | Сенегал  | 6      | 5       | 1          | 0      | 15       | 4         | +11         | 16     |
| 2.     | Того     | 6      | 2       | 2          | 2      | 5        | 6         | -1          | 8      |
| 3.     | Намибија | 6      | 1       | 2          | 3      | 5        | 10        | -5          | 5      |
| 4.     | Конго    | 6      | 0       | 3          | 3      | 5        | 10        | -5          | 3      |

### Група И
| Мјесто | Екипа         | Играно | Побједа | Неријешено | Пораза | Дао гол. | При. гол. | Гол-разлика | Бодови |
| ------ | ------------- | ------ | ------- | ---------- | ------ | -------- | --------- | ----------- | ------ |
| 1.     | Мароко        | 6      | 6       | 0          | 0      | 20       | 1         | +19         | 18     |
| 2.     | Гвинеја Бисао | 6      | 1       | 3          | 2      | 5        | 11        | -6          | 6      |
| 3.     | Гвинеја       | 6      | 0       | 4          | 2      | 5        | 11        | -6          | 4      |
| 4.     | Судан         | 6      | 0       | 3          | 3      | 5        | 12        | -7          | 3      |

### Група Ј
| Мјесто | Екипа      | Играно | Побједа | Неријешено | Пораза | Дао гол. | При. гол. | Гол-разлика | Бодови |
| ------ | ---------- | ------ | ------- | ---------- | ------ | -------- | --------- | ----------- | ------ |
| 1.     | ДР Конго   | 6      | 3       | 2          | 1      | 9        | 3         | +6          | 11     |
| 2.     | Бенин      | 6      | 3       | 1          | 2      | 5        | 4         | +1          | 10     |
| 3.     | Танзанија  | 6      | 2       | 2          | 2      | 6        | 8         | -2          | 8      |
| 4.     | Мадагаскар | 6      | 1       | 1          | 4      | 4        | 9         | -5          | 4      |

## Трећи круг
Десет побједника групне фазе из другог круга квалификација, играли су у трећем кругу, по једну утакмицу кући и једну у гостима. Жријеб за трећи круг одржан је 22. јануара 2022. у Дуали. За жријеб је коришћен пласман репрезентација на ранг листи од новембра 2021. године, а слабије рангирани тим је играо прву утакмицу кући.
| Тим #1   | рез.         | Тим #2   | прва утакмица | друга утакмица |
| -------- | ------------ | -------- | ------------- | -------------- |
| Египат   | 1:1 (1:3 п.) | Сенегал  | 1:0           | 0:1(пр.)       |
| Камерун  | 2:2 (г.)     | Алжир    | 0:1           | 2:1 (пр.)      |
| Гана     | 1:1 (г.)     | Нигерија | 0:0           | 1:1            |
| ДР Конго | 2:5          | Мароко   | 1:1           | 1:4            |
| Мали     | 0:1          | Тунис    | 0:1           | 0:0            |

## Квалификоване репрезентације
На Свјетско првенство, квалификовало се пет репрезентација, Сенегал по трећи пут у историји, Гана четврти пут, Тунис и Мароко по шести пут, а Камерун осми пут.
| Репрезентација | Квалификовала се као   | Датум квалификације | Претходна учешћа на Свјетском првенству      |
| -------------- | ---------------------- | ------------------- | -------------------------------------------- |
| Гана           | Побједник трећег круга | 29. март 2022.      | 3 (2006, 2010, 2014)                         |
| Сенегал        | Побједник трећег круга | 29. март 2022.      | 2 (2002, 2018)                               |
| Тунис          | Побједник трећег круга | 29. март 2022.      | 5 (1978, 1998, 2002, 2006, 2018)             |
| Мароко         | Побједник трећег круга | 29. март 2022.      | 5 (1970, 1986, 1994, 1998, 2018)             |
| Камерун        | Побједник трећег круга | 29. март 2022.      | 7 (1982, 1990, 1994, 1998, 2002, 2010, 2014) |

## Најбољи стреијлци
8 голова
- Ислам Слимани

5 голова
| - Ријад Марез - Ибрахима Коне - Ајуб ел Каби | - Викторијен Адебајор - Фешн Сакала |

4 гола
| - Абдуи Тапсоба - Диумерси Мбокани - Жозеф Мендеш - Рајан Мае | - Питер Шалулиле - Виктор Осимен - Фамара Дједју - Сајмон Мсува |